# 鈴木順子
鈴木 順子（すずき じゅんこ、1978年10月11日 - ）は、宮城県を拠点に活動していたタレント。宮城県柴田郡川崎町出身。
活動当時はMOCファッションモデルエージェンシーに所属していた。後に結婚し、子育てに勤しんでいる。
釜房湖畔に整備された国営みちのく杜の湖畔公園の命名者でもある。中学時代に名称の公募があり、それに応募して採用された。

## 出演

### テレビ番組
- OH!バンデス（ミヤギテレビ） - バンデス記者
- あッ!晴れテレビ（ミヤギテレビ） - リポーター
- 情報生活（東日本放送）
- 週末釣り倶楽部（東日本放送）
- うまラボ福島ケイバ（東日本放送）
- 高校野球地区大会（東日本放送） - リポーター
- 湯けむりの詩（東日本放送）
- ふたば彩遊記（2005年3月20日、福島放送）

### ラジオ番組
- Let Hit Be.（2000年10月 - 2001年3月、TBCラジオ）
- PARADISO NAVIGATION（Date fm『Be-POP』『AIRJAM Friday』内で放送のミニ番組。2008年4月まで出演）
- ブラッシュアップ・モーニング（エフエム青森）
- チット・チャット・カフェ（エフエム青森）

### ネット配信番組
- 男子プロゴルフツアー 東建ホームメイトカップ